# Велики Затон
Велики затон је вештачко језеро површине 42.216 m², дужине 450 m и ширине у најширем делу 140 m. Лоцирано је у изворишном делу Малог Пека, ван граница националног парка Ђердап, 2 km северно од Мајданпека, на 441 m надморске висине.
Неправилно елипсастог је облика, издужено од североистока ка југозападу. Изграђено је на реци Мали Пек, 1973. године, ради снабдевања града водом за пиће. Због засипања наносом, запремина акумулације је смањена, док је концетрација органских материја повећана, чиме је водоснабдевање угрожено.
Притоке су кратки водотокови, међу којима су Ваља Сака и Рајкова река, која истиче из Рајкове пећине, удаљене 450 m од језера.